# Ceiling Zero
Ceiling Zero (br: Heróis do Ar) é um filme estadunidense de 1936 dos gêneros drama e aventura, produzido por Jack Warner e Hal Wallis, distribuído pela Warner Bros. e dirigido por Howard Hawks. Baseado em peça do mesmo nome, com roteiro do ex-piloto da aviação naval Frank "Spig" Wead. O título em inglês é uma expressão que significa condições críticas de vôo, geralmente quando há neblina, granizo e chuva. Na época do filme não havia radar ou outros equipamentos sofisticados, com os pilotos se valendo apenas da própria experiência e das comunicações pelo rádio. Foi o terceiro filme que atuaram juntos James Cagney e Pat O'Brien, de um total de nove produções.

## Sinopse
Os antigos camaradas da I Guerra Mundial, os pilotos Jake Lee, Tex Clarke e Dizzy Davis, se reencontram vinte anos depois, trabalhando em uma companhia governamental do correio aéreo americano, na filial de Newark, New Jersey cuja sede fica em Nova Iorque.
Dizzy Davis é um excelente piloto mas de gênio difícil, arrumando muita confusão com mulheres e rebeldias. Seu chefe Jake Lee sabe disso mas confia na lealdade do amigo e o protege das confusões. Já Tex está casado e a esposa não gosta de Dizzy, pois sabe das suas histórias.
Logo que chega, Dizzy já se interessa pela piloto "Tommy" Thomas e acaba simulando um problema de saúde para passar a tarde com ela, mandando Tex em seu lugar para um vôo até Cleveland. Na volta da viagem acontece uma tragédia e Dizzy se sente culpado pelo ocorrido com o amigo.

## Elenco principal
- James Cagney..."Dizzy" Davis
- Pat O'Brien...Jake Lee
- June Travis..."Tommy" Thomas
- Stuart Erwin..."Texas" Clarke